# Космос-1574
Космос-1574 је један од преко 2400 совјетских вјештачких сателита лансираних у оквиру програма Космос.
Космос-1574 је лансиран са космодрома Плесецк, СССР, 21. јуна 1984. Ракета-носач Космос је поставила сателит у орбиту око планете Земље. Маса сателита при лансирању је износила 810 килограма. Космос-1574 је био навигациони сателит.